# Veritas temporis filia
 Veritas temporis filia  лат. (изговор: веритас филија темпорис). Истина је кћи времена. (Луције Гелије Пибликола )

## Поријекло изреке
Изрекао Луције Гелије Пибликола (лат. Lucius Gellius Publicola) један од два конзула које је Римска република послала 72. године п. н. е. заједно са Гнејем Корнелијем Лентулом Клодијаном против два роба побуњеника у Трећем устанку робова, познатијем као Спартаков устанак.

## Изрека у српском језику
У српском језику се каже:
| „ | У лажи су кратке ноге. | ” |

.

## Тумачење
Свака лаж се временом дозна. Лаж извјесно долази на видјело.